# Araújo
Araújo, właśc. Clemerson de Araújo Soares (ur. 8 sierpnia 1977 w Caruaru) – piłkarz brazylijski, występujący na pozycji napastnika.

## Kariera klubowa
Karierę piłkarską Araújo rozpoczął w klubie Goiás EC w 1997. W lidze brazylijskiej zadebiutował 9 lipca 1997 w wygranym 6-0 meczu z Grêmio Porto Alegre. Z Goiás spadł do Serie B w 1998, by rok później wygrać te rozgrywki. Na arenie lokalnej pięciokrotnie zdobył mistrzostwo stanu Goiás – Campeonato Goiano w 1998, 1999, 2000, 2002 i 2003. W 2004 wyjechał do japońskiego Shimizu S-Pulse. W J.League zadebiutował 20 marca 2004 w zremisowanym 1-1 Sanfrecce Hiroshima.
Rok 2005 spędził w Gambie Osaka i był to najbardziej udany sezon w jego karierze. Araújo w 33 meczach zdobył 33 bramki i został królem strzelców J.League. W 2006 powrócił do Brazylii i został zawodnikiem Cruzeiro EC. Z Cruzeiro zdobył mistrzostwo Minas Gerais – Campeonato Mineiro w 2006. W 2007 wyjechał do Kataru do klubu Al-Gharafa. Z Al-Gharafa trzykrotnie zdobył mistrzostwo Kataru w 2008, 2009 i 2010. W 2008 strzelając 27 bramek został królem strzelców ligi katarskiej.
W 2011 został zawodnikiem Fluminense FC. W barwach Flu zadebiutował 3 lutego 2011 w wygranym 3-1 meczu ligi stanowej z Duque de Caxias FC. Z Fluminense zdobył mistrzostwo stanu Rio de Janeiro – Campeonato Carioca w 2012. Mając problemy z wywalczeniem miejsca w podstawowym składzie Fluminense w maju 2012 został wypożyczony do Náutico Recife. W Náutico zadebiutował 20 maja 2012 w przegranym 1-2 z Figueirense FC. W meczu tym w 80 min. zdobył z rzutu karnego honorową bramkę dla Náutico.
| Sezon   | Klub             | Kraj     | Rozgrywki          | Mecze | Bramki |
| ------- | ---------------- | -------- | ------------------ | ----- | ------ |
| 1997    | Goiás EC         | Brazylia | Série A            | 5     | 0      |
| 1998    | Goiás EC         | Brazylia | Série A            | 20    | 10     |
| 1999    | Goiás EC         | Brazylia | Série B            | 29    | 5      |
| 2000    | Goiás EC         | Brazylia | Série A            | 24    | 5      |
| 2001    | Goiás EC         | Brazylia | Série A            | 26    | 7      |
| 2002    | Goiás EC         | Brazylia | Série A            | 25    | 11     |
| 2003    | Goiás EC         | Brazylia | Série A            | 41    | 12     |
| 2004    | Shimizu S-Pulse  | Japonia  | J1 League          | 29    | 9      |
| 2005    | Gamba Osaka      | Japonia  | J1 League          | 33    | 33     |
| 2006    | Cruzeiro EC      | Brazylia | Série A            | 1     | 0      |
| 2007    | Cruzeiro EC      | Brazylia | Série A            | 14    | 5      |
| 2007/08 | Al-Gharafa       | Katar    | Qatar Stars League | 27    | 27     |
| 2008/09 | Al-Gharafa       | Katar    | Qatar Stars League | 27    | 20     |
| 2009/10 | Al-Gharafa       | Katar    | Qatar Stars League | 21    | 15     |
| 2010/11 | Al-Gharafa       | Katar    | Qatar Stars League | 9     | 6      |
| 2011    | Fluminense FC    | Brazylia | Série A            | 6     | 0      |
| 2012    | Náutico Recife   | Brazylia | Série A            | 33    | 8      |
| 2013    | Atletico Mineiro | Brazylia | Série A            | 0     | 0      |
| 2013    | Goiás EC         | Brazylia | Série A            | 14    | 0      |
| 2014    | Goiás EC         | Brazylia | Série A            | 4     | 0      |

## Kariera reprezentacyjna
W 1999 Araújo wystąpił dwa razy w reprezentacji olimpijskiej reprezentacja Brazylii U-23.